# 凱特琳·利華娜茲
凱特琳·利華娜茲（英語：Caitlin Leverenz，1991年2月26日—），美国女子游泳運動員。曾在2012年夏季奥林匹克运动会奪得一面獎牌（包括一銅）。她也参加了2007年泛美运动会和2015年泛美运动会。